# À la porte de l'éternité
Pour les articles homonymes, voir À la porte de l'éternité (homonymie).
À la porte de l'éternité est un tableau du peintre Vincent van Gogh, réalisé en 1890 et exposé au musée Kröller-Müller d'Otterlo, aux Pays-Bas.